# Susi Glaubach
Susi Glaubach (5 de setembre de 1893, Czernowitz, Imperi Austrohongarès - 11 d'agost de 1964, Princeton, Nova Jersey, Estats Units) fou una química austríaca, la primera que s'especialitzà en farmacologia.
Glaubach naixé a Czernowitz, capital de la regió històrica de Bucovina, actualment a Ucraïna i, aleshores, Imperi Austrohongarès. De família jueva el seu pare era ajudant d’un advocat. El 1913, Susi Glaubach inicià els estudis de química a la Universitat de Viena. El 1916 redactà la seva tesi doctoral que duia per títol "Über die Oxidation von 1,4- und 1,5-Oxyden" i obtingué el títol el 28 de juny de 1917. Els resultats dels seus experiments realitzats al laboratori de l'Institut Químic els publicaren el 1922 Adolf Franke (1874-1964) i Fritz Lieben (1890-1966). En aquells temps era una pràctica habitual reconèixer el treball dels estudiants només a la secció experimental d’un article. El 1922 treballà en la formació de glicerol durant la fermentació alcohòlica i fou coautora d'un article sobre aquest tema amb el famós fisiòleg i bioquímic suís Emil Abderhalden (1877-1950). El 1923, estudià la producció d'insulina juntament amb el professor Ernst Peter Pick (1872–1960). Dos anys més tard, fou contractada a l'Institut Farmacològic de la Universitat de Viena, on treballà en la intoxicació per cianamida, la influència de la regulació de la temperatura per l'hormona tiroidal tiroxina i la regulació hormonal de l'excreció urinària. El 1938, amb l'entrada de les tropes nazis a Àustria s'exilià als Estats Units d'Amèrica. Treballà a l'Hospital Newark Beth Israel, Newark, Nova Jersey, i publicà nombrosos articles sobre temes de fisiologia i química entre 1939 i 1954.